# Моршанск
Моршанск (на руски: Моршанск) е град в Русия, административен център на Моршански район, Тамбовска област. Населението на града към 1 януари 2018 година е 38 943 души.